# Speocyclops sebastianus
Speocyclops sebastianus is een eenoogkreeftjessoort uit de familie van de Cyclopidae. De wetenschappelijke naam van de soort is voor het eerst geldig gepubliceerd in 1937 door Kiefer.